# さわぐちけいすけ
さわぐち けいすけ は、日本の漫画家、イラストレーター。

## 人物
岩手県出身。2017年から漫画家として活動を開始。社会に生きる人々の心境などを主な題材にしたエッセイ漫画を世に出していることで知られている。

## 漫画単行本・関連書籍
- 妻は他人 だから夫婦は面白い（KADOKAWA 2017年11月22日） ISBN 4047348961
- 人は他人 異なる思考を楽しむ工夫（KADOKAWA 2018年4月27日） ISBN 4047351202
- 妻は他人 ふたりの距離とバランス  （KADOKAWA 2018年11月22日） ISBN 4047354449
- 僕たちはもう帰りたい（ライツ社 2019年3月16日） ISBN 4909044191